# Chiesa di Santa Maria la Scala

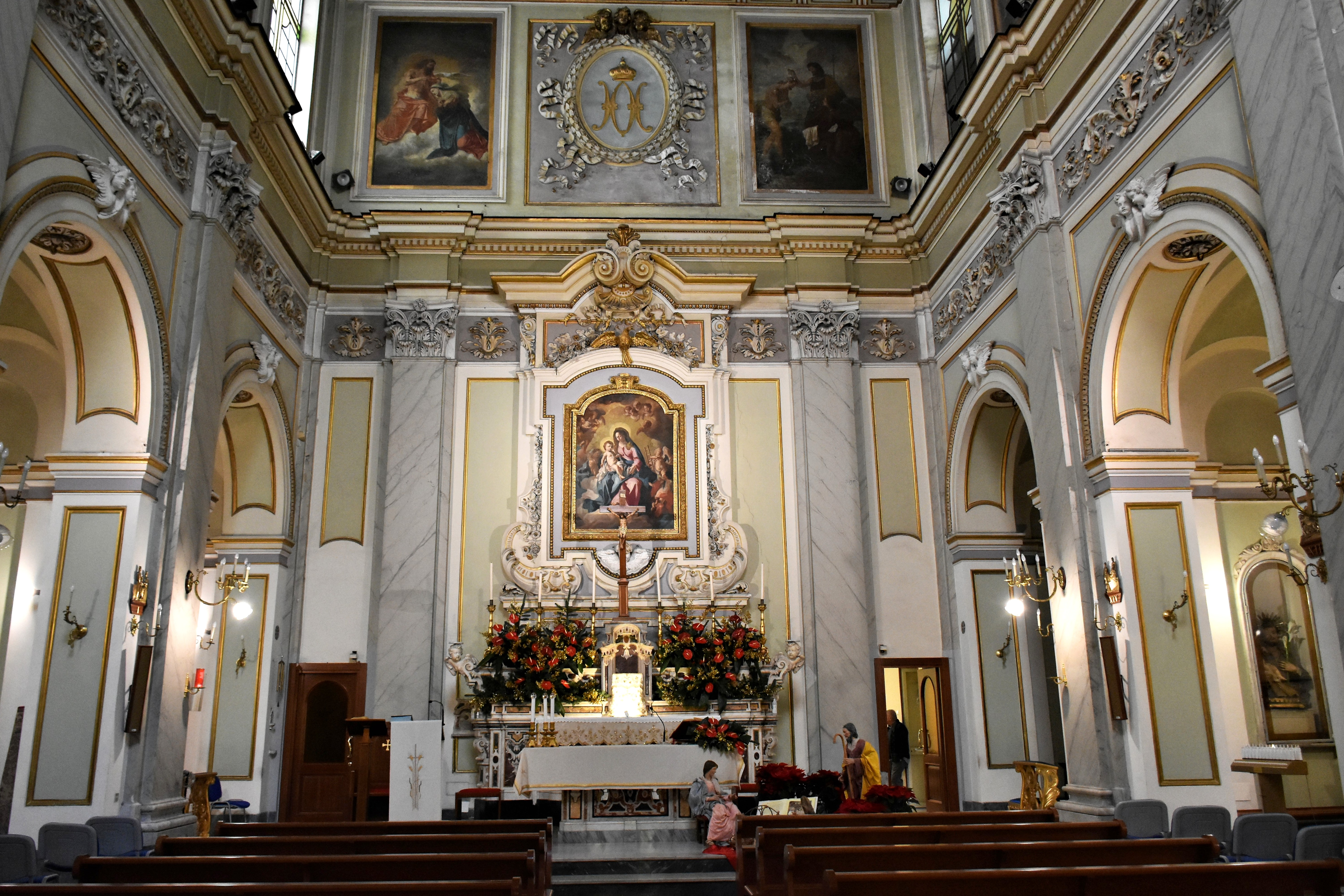
L'interno

La chiesa di Santa Maria la Scala è una chiesa di Napoli; è sita nell'omonima piazzetta.

## Storia
Il complesso sorse nel 1054, quando gli abitanti di Scala avviarono alcuni traffici commerciali con i napoletani; pertanto agli abitanti del piccolo paese della Costiera amalfitana venne concesso un lotto di terreno, che intorno al 1050 era esterno alle mura urbane, per erigere un piccolo agglomerato urbano attorno alla chiesa.
La chiesa, tra il Duecento ed il Quattrocento, venne inglobata all'interno delle mura. Frattanto, i commerci tra le due città vennero a mancare ed il luogo di culto venne abbandonato dagli scalesi.
Nel XVI secolo la chiesa venne ricostruita e nel Seicento divenne sede di varie confraternite laiche e religiose. La struttura venne nuovamente rifatta nel XVIII secolo, con l'aggiunta di decorazioni barocche, ancora oggi presenti. Attorno alla metà del XIX secolo fu restaurata dall'architetto Pasquale Francesconi.
I nuovi piani urbanistici elaborati per il Risanamento comportarono la demolizione della chiesa, la quale si trovava sul tracciato del Rettifilo. Era comunque prevista la sua ricostruzione, a poca distanza dal luogo originario, che fu intrapresa nel 1910. Il nuovo tempio fu progettato da Emilio Merculiano, ingegnere capo dell'Ufficio Tecnico della Società pel Risanamento, in forme neobarocche.

## Descrizione
L'edificio presenta una facciata inquadrata, ai lati, da due coppie di lesene che poggiano su un alto basamento e terminano alla base di un frontone riccamente modanato. Al centro si trova il portale d'accesso, sormontato da un timpano arcuato dove è collocata la scultura della Madonna con Bambino; alla sommità si apre un finestrone rettangolare, leggermente incurvato nella parte superiore, che termina sotto il frontone. Nell'interno si registrano opere pittoriche di Lorenzo De Caro e Aniello De Mauro.
Sul retro della chiesa si innalza una caratteristica cupoletta a cipolla.

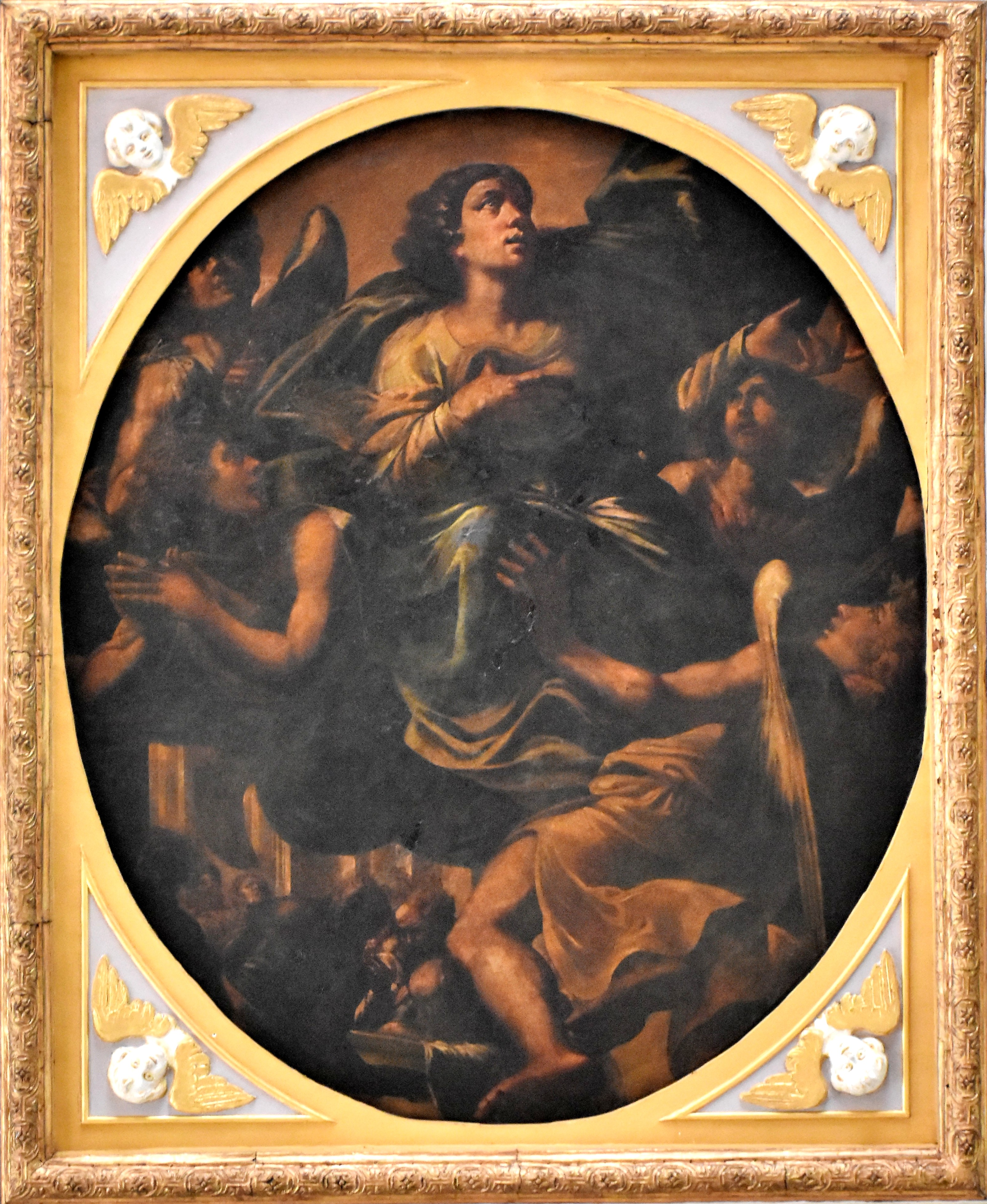
Dipinto centrale della volta, l' Assunta di Aniello De Mauro
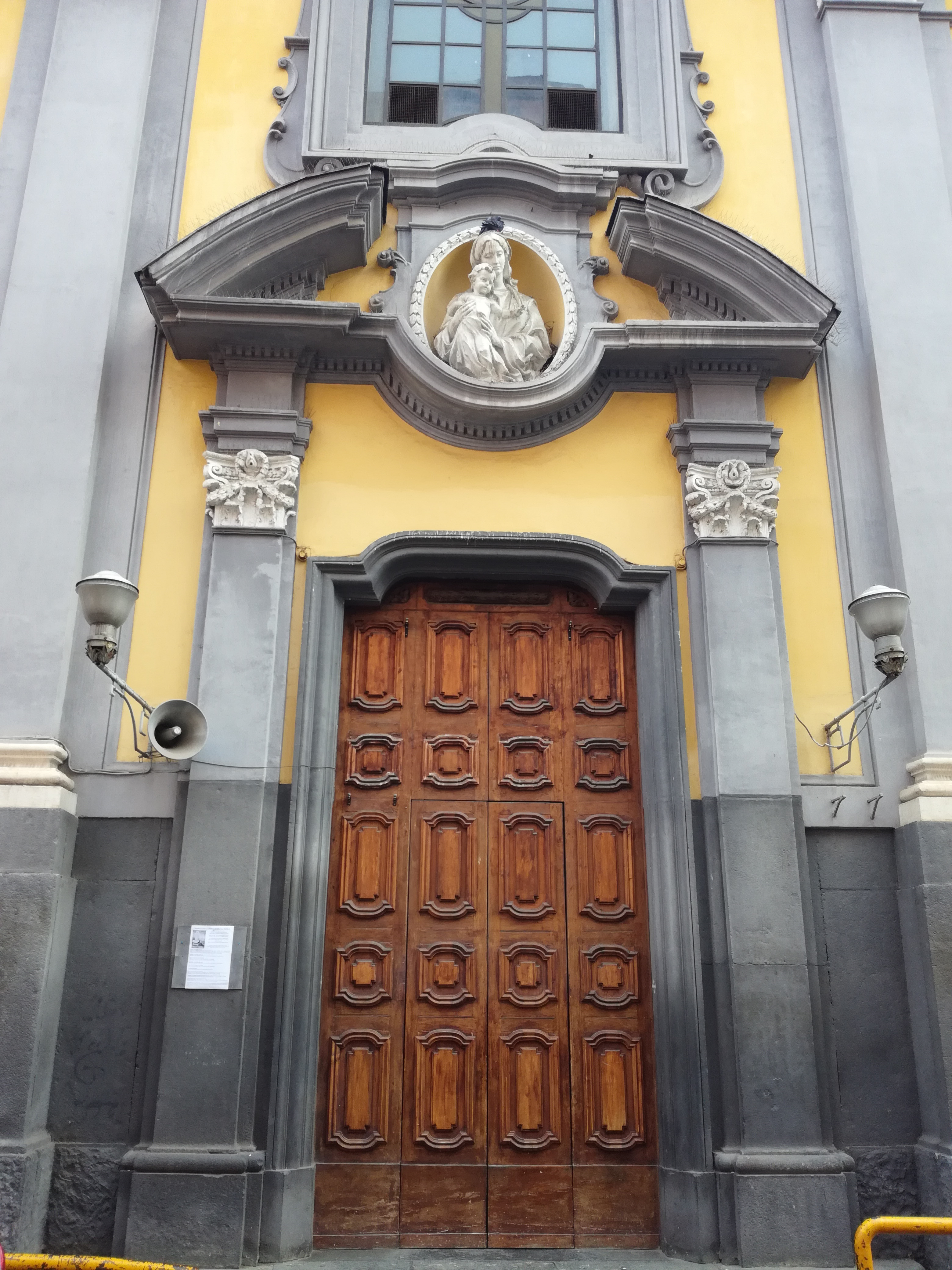
Particolare del portale

## Sepolture
La chiesa di Santa Maria la Scala possiede diverse sepolture, tra le quali quelle di
- Antonio di Lieto
- Carloantonio Genovese
- Saverio Greco
- Carmine Ruggiero
- Antonio Russo
- Francesco Vigliotto

uomini fedeli ai Borbone di Napoli, arrestati il 13 giugno 1799, condannati a morte dalla Repubblica Napoletana e fucilati nel Bosco di Capodimonte il 14 giugno 1799.